# Morcín
Morcín è un comune spagnolo di 2 964 abitanti situato nella comunità autonoma delle Asturie.
Il comune è suddiviso in parrocchie:
- Argame
- La Foz
- La Piñera
- Peñerudes
- San Esteban
- Santa Eulalia de Morcín (capoluogo)
- San Sebastián